# No.5 (album de 2PM)
Pour les articles homonymes, voir Numéro cinq.
Albums de 2PM
2PM of 2PM
(2015) Galaxy of 2PM
(2016)
Singles
1. My House
Sortie : 15 juin 2015

No.5 (stylisé №5) est le cinquième album studio coréen (neuf en tout) du boys band sud-coréen 2PM. L'album est sorti le 15 juin 2015 sous JYP Entertainment.

## Composition
Le titre principal de l'album, "My House", est une chanson dance qui a été écrite et composée par l'un des membres, Jun.K, qui avait déjà écrit et composé leur dernier titre coréen Go Crazy,. Les autres membres du groupe ont aussi participé à la production de l'album.

## Liste des titres
| Liste des titres, | Liste des titres,                                                 | Liste des titres,     | Liste des titres,                                | Liste des titres, | Liste des titres, | Liste des titres, | Liste des titres, | Liste des titres, | Liste des titres, |
| No                | Titre                                                             | Auteur                | Producteur(s)                                    | Durée             |                   |                   |                   |                   |                   |
| ----------------- | ----------------------------------------------------------------- | --------------------- | ------------------------------------------------ | ----------------- | ----------------- | ----------------- | ----------------- | ----------------- | ----------------- |
| 1.                | My House (우리집; Uri jib)                                        | Jun. K                | Jun. K, Lel                                      | 3:07              |                   |                   |                   |                   |                   |
| 2.                | Nobody Else                                                       | Junho                 | Junho, Hong Ji-sang                              | 4:08              |                   |                   |                   |                   |                   |
| 3.                | Hallucination (환각; Hwan-gak)                                    | e.one                 | e.one                                            | 3:33              |                   |                   |                   |                   |                   |
| 4.                | Not The Only One (너만의 남자; Neoman-ui namja)                   | Jun.K                 | Kim Tae-sung, Frost, Secret Weapon, Jun.K        | 3:17              |                   |                   |                   |                   |                   |
| 5.                | Hotter Than July (여름보다 뜨건운 너; Yeoreumboda tteugeonun neo) | Chansung              | 220, Brian Cho, Andrew Choi, Chris Hope, J Faith | 3:38              |                   |                   |                   |                   |                   |
| 6.                | About To Go Insane (미칠 것 같아; Michil geot gata)               | Taecyeon, Raphael     | Taecyeon, Raphael                                | 3:28              |                   |                   |                   |                   |                   |
| 7.                | Red                                                               | Kim Eun-su            | Andreas Oberg, Chris Wahle, Jimmy Burney         | 3:46              |                   |                   |                   |                   |                   |
| 8.                | Wanna Love You Again                                              | Chansung              | Chansung                                         | 4:05              |                   |                   |                   |                   |                   |
| 9.                | Know Your Mind                                                    | Ragoon IM, Ban Mi-sun | Ragoon IM, Ban Mi-sun                            | 3:29              |                   |                   |                   |                   |                   |
| 10.               | Magic                                                             | Taecyeon, Raphael     | Taecyeon, Raphael                                | 3:07              |                   |                   |                   |                   |                   |
| 11.               | Jump                                                              | Taecyeon, Raphael     | Taecyeon, Raphael                                | 3:08              |                   |                   |                   |                   |                   |
| 12.               | Good Man                                                          | Chansung              | Chansung, Ryan IM                                | 3:45              |                   |                   |                   |                   |                   |
| 42:31             |                                                                   |                       |                                                  |                   |                   |                   |                   |                   |                   |

## Classement
| Classement (2015)           | Meilleure position |
| --------------------------- | ------------------ |
| Korean Albums (Gaon)        | 1                  |
| Japanese Albums (Oricon)    | 14                 |
| US World Albums (Billboard) | 3                  |

## Historique de sortie
| Région       | Date         | Format                   | Label             |
| Monde entier | 15 juin 2015 | Téléchargement légal     | JYP Entertainment |
| Corée du Sud | 15 juin 2015 | CD, téléchargement légal | JYP Entertainment |
| Japon        | 17 juin 2015 | CD                       | JYP Entertainment |
| ------------ | ------------ | ------------------------ | ----------------- |